# Wynne Prakusya
| jaar | rang enkelspel | rang dubbelspel |
| ---- | -------------- | --------------- |
| 1996 | 755            | 672             |
| 1997 | 397            | 343             |
| 1998 | 232            | 227             |
| 1999 | 176            | 312             |
| 2000 | 125            | 127             |
| 2001 | 88             | 35              |
| 2002 | 104            | 28              |
| 2003 | 205            | 59              |
| 2004 | 339            | 119             |
| 2005 | 279            | 154             |
| 2006 | 511            | –               |

Wynne Prakusya (Surakarta, 26 april 1981) is een tennisspeelster uit Indonesië. Prakusya begon op zesjarige leeftijd met het spelen van tennis. Haar favoriete ondergrond is hardcourt. Zij speelt rechtshandig en heeft een tweehandige backhand. Zij was actief in het internationale tennis van 1996 tot en met 2007.

## Loopbaan

### Junioren
Op het Australian Open 1998 stond Prakusya als verliezend finaliste in de meisjesfinale tegen Jelena Kostanić.

### Enkelspel
Prakusya debuteerde in 1997 op het ITF-toernooi van Blenheim (Nieuw-Zeeland) – zij bereikte er meteen de halve finale. Later dat jaar stond zij voor het eerst in een finale, op het ITF-toernooi van Bandoeng (Indonesië) – hier veroverde zij haar eerste titel, door de Zuid-Koreaanse Won Kyung-joo te verslaan. In totaal won zij negen ITF-titels, de laatste in 2005 in Jakarta (Indonesië).
In 1997 kwalificeerde Prakusya zich voor het eerst voor een WTA-hoofdtoernooi, op het toernooi van Soerabaja. In 2000 kwam zij uit op de olympische zomerspelen van Sydney. In 2001 had zij haar grandslamdebuut op Roland Garros, waar zij als lucky loser aan het hoofdtoernooi mocht deelnemen. Haar beste resultaten op de WTA-toernooien zijn het bereiken van de kwartfinale op het Tier IV-toernooi van Tasjkent 2001 en de derde ronde op het Tier I-toernooi van Toronto 2001.
Haar beste resultaat op de grandslamtoernooien is het bereiken van de tweede ronde. Haar hoogste notering op de WTA-ranglijst is de 74e plaats, die zij bereikte in augustus 2002.

### Dubbelspel
Prakusya behaalde in het dubbelspel betere resultaten dan in het enkelspel. Zij debuteerde in 1996 op het ITF-toernooi van Bandoeng (Indonesië), samen met landgenote Eny Sulistyowati. Zij stond in 1997 voor het eerst in een finale, op het ITF-toernooi van Bandoeng (Indonesië), weer geflankeerd door Sulistyowati – zij verloren van het Japanse duo Tomoe Hotta en Yoriko Yamagishi. Later dat jaar veroverde Prakusya haar eerste titel, op het ITF-toernooi van Samut Prakan (Thailand), samen met landgenote Wukirasih Sawondari, door het Zuid-Koreaanse duo Lee Eun-jeong en Park Seon-young te verslaan. In totaal won zij zeventien ITF-titels, de laatste in 2005 in Jakarta (Indonesië).
In 1996 speelde Prakusya voor het eerst op een WTA-hoofdtoernooi, op het toernooi van Jakarta, waarvoor zij samen met landgenote Eny Sulistyowati een wildcard had gekregen. In 2000 kwam Prakusya uit op de olympische zomerspelen van Sydney, waarvoor zij samen met Yayuk Basuki een wildcard had gekregen. In 2001 maakte zij haar grandslamdebuut op het Australian Open, samen met de Taiwanese Janet Lee – hier bereikte zij de tweede ronde. Zij stond in 2001 voor het eerst in een WTA-finale, op het toernooi van Oklahoma, samen met Janet Lee – zij verloren van het koppel Amanda Coetzer en Lori McNeil. Later dat jaar veroverde Prakusya haar eerste WTA-titel, op het toernooi van Stanford, weer samen met Janet Lee, door het koppel Nicole Arendt en Caroline Vis te verslaan. Prakusya en Lee kwalificeerden zich in 2002 voor het dubbelspel van het eindejaarstoernooi – in de eerste ronde verloren zij van Lisa Raymond en Rennae Stubbs. In totaal won Prakusya twee WTA-titels, de andere in 2003 in Doha, nog steeds samen met Janet Lee. In 2004 kwam zij met Angelique Widjaja uit op de Olympische zomerspelen van Athene.
Haar beste resultaat op de grandslamtoernooien is het bereiken van de derde ronde, op Wimbledon 2002, samen met de Taiwanese Janet Lee. Haar hoogste notering op de WTA-ranglijst is de 24e plaats, die zij bereikte in februari 2003.

#### Gemengd dubbelspel
In deze discipline bereikte Prakusya de kwartfinale op het Australian Open 2003, samen met de Zuid-Afrikaan David Adams.

### Tennis in teamverband
In de periode 1996–2005 maakte Prakusya deel uit van het Indonesche Fed Cup-team – zij vergaarde daar een winst/verlies-balans van 61–21.

## Palmares
| Legenda                |
| ---------------------- |
| Grandslamtoernooi      |
| Olympische Spelen      |
| Year-End Championships |
| Tier I                 |
| Tier II                |
| Tier III               |
| Tier IV & V            |

### WTA-finaleplaatsen enkelspel
geen

### WTA-finaleplaatsen vrouwendubbelspel
| nr.              | finale     | toernooi          | ondergrond    | partner           | tegenstandsters                      | score         |         |
| ---------------- | ---------- | ----------------- | ------------- | ----------------- | ------------------------------------ | ------------- | ------- |
| gewonnen finales |            |                   |               |                   |                                      |               |         |
| 1.               | 2001-07-29 | WTA Stanford      | hardcourt     | Janet Lee         | Nicole Arendt Caroline Vis           | 3-6, 6-3, 6-3 | details |
| 2.               | 2003-02-16 | WTA Doha          | hardcourt     | Janet Lee         | María Vento-Kabchi Angelique Widjaja | 6-1, 6-3      | details |
| verloren finales |            |                   |               |                   |                                      |               |         |
| 1.               | 2001-02-25 | WTA Oklahoma      | hardcourt (i) | Janet Lee         | Amanda Coetzer Lori McNeil           | 3-6, 6-2, 0-6 | details |
| 2.               | 2001-09-30 | WTA Bali          | hardcourt     | Janet Lee         | Evie Dominikovic Tamarine Tanasugarn | 7-6, 2-6, 3-6 | details |
| 3.               | 2001-10-07 | WTA Japan (Tokio) | hardcourt     | Janet Lee         | Liezel Huber Rachel McQuillan        | 2-6, 0-6      | details |
| 4.               | 2001-11-11 | WTA Pattaya       | hardcourt     | Liezel Huber      | Åsa Carlsson Iroda Tulyaganova       | 6-4, 3-6, 3-6 | details |
| 5.               | 2003-11-09 | WTA Pattaya       | hardcourt     | Angelique Widjaja | Li Ting Sun Tiantian                 | 4-6, 3-6      | details |

## Resultaten grandslamtoernooien
| Legenda | Legenda                          |
| ------- | -------------------------------- |
| g.t.    | geen toernooi gehouden           |
| l.c.    | lagere categorie                 |
| –       | niet deelgenomen                 |
| G       | uitgeschakeld in de groepsfase   |
| 1R      | uitgeschakeld in de eerste ronde |
| 2R      | uitgeschakeld in de tweede ronde |
| 3R      | uitgeschakeld in de derde ronde  |
| 4R      | uitgeschakeld in de vierde ronde |
| KF      | uitgeschakeld in de kwartfinale  |
| HF      | uitgeschakeld in de halve finale |
| F       | de finale verloren               |
| W       | het toernooi gewonnen            |
| w-v     | winst/verlies-balans             |

### Enkelspel
| toernooi        | 2001 | 2002 | 2003 |
| --------------- | ---- | ---- | ---- |
| Australian Open | –    | 1R   | 1R   |
| Roland Garros   | 1R   | 2R   | 1R   |
| Wimbledon       | 1R   | 2R   | –    |
| US Open         | 2R   | 1R   | –    |

### Vrouwendubbelspel
| toernooi        | 2001 | 2002 | 2003 | 2004 |
| --------------- | ---- | ---- | ---- | ---- |
| Australian Open | 2R   | 2R   | 2R   | 1R   |
| Roland Garros   | 2R   | 1R   | 1R   | –    |
| Wimbledon       | 1R   | 3R   | 2R   | 2R   |
| US Open         | 1R   | 2R   | 1R   | –    |

### Gemengd dubbelspel
| toernooi        | 2002 | 2003 |
| --------------- | ---- | ---- |
| Australian Open | –    | KF   |
| Roland Garros   | 1R   | 1R   |
| Wimbledon       | 3R   | 1R   |
| US Open         | –    | –    |